# 940年代
| 千纪： | 1千纪                                                                                  |
| 世纪： | 9世纪 \| 10世纪 \| 11世纪                                                              |
| 年代： | 910年代 \| 920年代 \| 930年代 \| 940年代 \| 950年代 \| 960年代 \| 970年代              |
| 年份： | 940年 \| 941年 \| 942年 \| 943年 \| 944年 \| 945年 \| 946年 \| 947年 \| 948年 \| 949年 |

## 大事记
- 940年，閩景宗王延羲苛暴，其弟建州刺史王延政起兵。
- 941年，閩景宗王延羲封王延政為富沙王。後晉山南東道節度使安從進叛，西京留守高行周討伐。成德節度使安重榮繼叛，天平節度使杜重威討伐。吳越文穆王錢傳瓘卒，子忠獻王錢弘佐嗣位。
- 942年，後晉鎮州兵叛，杜重威入城，斬安重榮。高行周陷襄州，安從進舉族自焚。後晉高祖石敬瑭卒，侄出帝石重貴嗣位。用同平章事景延廣議，向遼稱孫不稱臣。南漢高祖劉巖卒，子秦王劉弘度嗣位，是為殤帝。南漢博羅縣民張遇賢起兵，陷循州。
- 943年，南唐烈祖李昪卒，子元宗李璟嗣位。閩富沙王王延政稱帝，建都建州，國號殷。南漢晉王劉弘熙殺殤帝劉弘度，即位，是為中宗。
- 944年，後晉平盧節度使楊光遠叛，閩景宗王延羲被拱宸都指揮使朱文進殺死。
- 945年，遼大舉攻後晉，朱文進死後，王延政還都福州，結束閩國內亂，隨即遭南唐大軍壓境，閩國滅亡。伊戈爾·留里科維奇在率領親兵進行索貢巡行時，企圖征取雙倍的貢賦，結果被忍無可忍的德列夫利安人殺死，其子斯維亞托斯拉夫·伊戈列維奇繼位，遺孀奧麗加為攝政。
- 946年，後晉亡於辽国。
- 947年，遼太宗耶律德光入大梁，後晉河東節度使劉知遠於太原稱帝，是為高祖。引兵南下，遼蕭翰北奔。劉知遠入大梁，國號漢，史稱後漢。楚文昭王馬希範卒，弟馬希廣嗣位。吳越忠獻王錢弘佐卒，弟錢弘倧嗣位，內牙統軍使胡進思立其弟錢弘俶為吳越王。南平王高從誨攻後漢襄州、郢州，向南唐稱藩。
- 948年，後漢帝高祖劉知遠卒，子隱帝劉承祐嗣位。後漢晉昌節度使趙思綰、護國節度使李守貞、鳳翔巡檢使王景崇叛乱。南平文獻王高從誨再向後漢稱藩。子貞懿王高保融嗣位。
- 949年，後漢三叛平定。